# کلودیا آلنده
کلودیا مانفرین آلنده (زاده ۹ اکتبر ۱۹۹۶) یک هنرپیشه و خواننده برزیلی/آمریکایی،  صاحب بلان مدیا و موسس Burger Babes است.
آلنده در فرانسیسکو بلترائو ، پارانا به دنیا آمد و در 20 سالگی به سائوپائولو نقل مکان کرد. او دختر کلودیو آلنده(دکتر ) و دولورس مانفرین آلنده(وکیل ) است. در کودکی، او را یک تام‌بوی می دانستند. او هیچ علاقه ای به دنبال کردن حرفه مدلینگ نداشت و ترجیح می داد وقت خود را صرف بازی های ویدیویی کند.

## آهنگ شناسی
| عنوان                    | تاریخ         | آلبوم              |
| ------------------------ | ------------- | ------------------ |
| "من در بد بودن خوب هستم" | 4 دسامبر 2017 | تک آهنگ بدون آلبوم |
| "نور افکن"               | 10 آگوست 2018 | تک آهنگ بدون آلبوم |
| "از تنها ماندن می ترسم"  | 22 مارس 2019  | تک آهنگ بدون آلبوم |
| "جنایت تابستانی"         | 23 آگوست 2019 | تک آهنگ بدون آلبوم |

## فیلم شناسی

### فیلم
| سال  | عنوان                                                  | نقش               | یادداشت     |
| ---- | ------------------------------------------------------ | ----------------- | ----------- |
| 2017 | همه درها را قفل کنید                                   | بازیگر نقش اول زن | فیلم کوتاه  |
| 2017 | "من در بد بودن خوب هستم"                               | بازیگر نقش اول زن | موزیک ویدیو |
| 2018 | "نور افکن"                                             | بازیگر نقش اول زن | موزیک ویدیو |
| 2019 | "از تنها ماندن می ترسم"                                | بازیگر نقش اول زن | موزیک ویدیو |
| 2021 | تبلیغات Super Bowl برای Michelob Ultra "All-Star Cast" | بازیگر نقش اول زن | تجاری       |

## جوایز
"من در بد بودن خوب هستم" (موزیک ویدیو)
جایزه ویژه جشنواره فیلم کوتاه جنوب شرق آسیا (2018) 